# Дрейк, Фрэнк Дональд
Фрэнк Дональд Дрейк (англ. Frank Donald Drake; 28 мая 1930[…], Чикаго, Иллинойс — 2 сентября 2022, Аптос, Калифорния) — американский астроном. Он начал свою карьеру как радиоастроном, изучая планеты Солнечной системы, а позже пульсары, затем расширив свои интересы до поиска внеземного разума (SETI). Выведенное им «уравнение Дрейка» иногда называют самой известной формулой после E=mc2.
Член Национальной академии наук США (1972).

## Биография
Родился в Чикаго, учился на факультете электроники Корнеллского университета и в аспирантуре Гарвардского университета. Отслужив в американских ВМС, последовательно работал в Национальной радиоастрономической обсерватории (NRAO), Корнеллском университете и Калифорнийском университете в Санта-Крузе. Работал в области радиоастрономии, которая тогда была сравнительно новым направлением: изучал процессы звездообразования, впервые наблюдал микроволновое излучение от Сатурна, в деталях исследовал центр Галактики, измерил температуру поверхности Венеры.
Прослушав курс лекций прославленного астронома Отто Струве о формировании планетных систем, на всю жизнь загорелся интересом к вопросам внеземной жизни и цивилизаций. При поддержке Струве Дрейк организовал строительство 28-метрового радиотелескопа на базе NRAO (проект «Озма») — первого в мире измерительно-регистрирующего прибора, специально созданного для попытки выявить внеземную жизнь. Автор «уравнения Дрейка», которое включает все факторы, необходимые, по мнению Дрейка, для оценки вероятности существования где-либо во Вселенной разумной жизни. 
Дрейк, как минимум трижды, был первым: первым в мире начал поиски сигналов других цивилизаций (проект «Озма»), первым в мире совместно с Карлом Саганом, Линдой Саган и другими создал послание для внеземных цивилизаций (пластинки «Пионера», позже с тем же Саганом и Энн Друян работал над разработкой Золотой пластинки «Вояджера»), первым в мире создал и отправил межзвёздное радиопослание (послание Аресибо 1974 года).
Скончался 2 сентября 2022 года.

## Награды и признание
В число наград входит лекция Карла Янского (1999).

## Избранные публикации
- Drake F.D. Project OZMA // Physics Today. — 1961. — Vol. 14. — P. 40-46. — doi:10.1063/1.3057500.
- Drake F.D. Microwave spectrum of Saturn // Nature. — 1962. — Vol. 195. — P. 893-894. — doi:10.1038/195893a0.
- Heiles C.E., Drake F.D. The polarization and intensity of thermal radiation from a planetary surface // Icarus. — 1963. — Vol. 2. — P. 281-292. — doi:10.1016/0019-1035(63)90023-X.
- Kliore A., Cain D.L., Levy G.S., Eshleman V.R., Fjeldbo G., Drake F.D. Occultation experiment: Results of the first direct measurement of Mars's atmosphere and ionosphere // Science. — 1965. — Vol. 149. — P. 1243-1248. — doi:10.1126/science.149.3689.1243.
- Sagan C., Sagan L.S., Drake F. A message from Earth // Science. — 1972. — Vol. 175. — P. 881-884. — doi:10.1126/science.175.4024.881.
- Drake F.D., Sagan C. Interstellar radio communication and the frequency selection problem // Nature. — 1973. — Vol. 245. — P. 257-258. — doi:10.1038/245257a0.
- Drake F. The search for extra-terrestrial intelligence // Philosophical Transactions of the Royal Society A. — 2011. — Vol. 369. — P. 633-643. — doi:10.1098/rsta.2010.0282.
- Drake F. Reflections on the equation // International Journal of Astrobiology. — 2013. — Vol. 12. — P. 173-176. — doi:10.1017/S1473550413000207.